# XXI edició de la Mostra de València
La XXI edició de la Mostra de València, coneguda oficialment com a XXI Mostra de València - Cinema del Mediterrani, va tenir lloc entre el 16 i el 23 d'octubre de 2000 a València. Les projeccions es van fer a les sis sales dels Cines Martí de València. Es van projectar un total de 115 pel·lícules, de les que 40 (el 35 %) no són de països mediterranis: 12 a la secció oficial, 11 a la secció informativa, 8 a la secció Opera Prima, 10 a al cicle On connais la chanson de musicals francesos, 7 del cicle de la Jove Comèdia Italiana, 12 del cicle "Troma", 14 de l'homenatge a Rainer Werner Fassbinder, 9 de l'homenatge a Luis Buñuel, 13 de l'homenatge a Dino Risi, 5 del cicle Tom Tykwer, 6 en homenatge a Pepe Sancho i 8 de l'homenatge a Antonio Ozores i Carmen Morell. El cartell d'aquesta edició seria fet per Vicent Roig Aliaga.
La gala d'inauguració fou presentada per Clara Castelló i Lluís Motes, i es va guardar un minut de silenci per la mort el dia anterior d'Antoni Ferrandis Monrabal. Hi són presents Alain Delon i Pepe Sancho, qui rep el premi a la seva carrera, així com Carmen Morell. Es projecta Joves prodigiosos de Curtis Hanson.
La gala de clausura fou presentada per Maribel Casany i Miguel Ángel Pastor, i es va retre homenatge a Antonio Ozores. Hi van assistir la seva filla Emma Ozores, Chicho Ibáñez Serrador, Lina Morgan, Raúl Sender, Florinda Chico, Juanito Navarro, María Fernanda D'Ocón, Antonio Mingote, Ramon Colom i Esmatges i José Manuel Parada, així com les estrelles convidades Christopher Lambert i Claudia Cardinale. Labert i Ozores reben la insígnia d'or de la ciutat i Francesc Betriu ve a recollir, 20 anys després, el seu premi a la I Mostra. En total hi van assistir 40.000 espectadors.

## IX Congrés Internacional de Música al Cinema
Alhora s'hi va celebrar el IX Congrés Internacional de Música la Cinema, en el que es volia reconèixer el paper de la música al cinema. Fou nomenat presidenta d'honor la política valenciana María José Alcón Miquel i president honorífic Gabriel Yared, a qui es va retre homenatge i qui també va dirigir el concert inaugural interpretat per l'Orquestra de València al Palau de la Música de València. Hi participarien, a més, Josep Solà i Sànchez, Alberto Iglesias, Álvaro de Cárdenas i Ángel Illarramendi.

## Pel·lícules exhibides

### Secció oficial
- Les diseurs de vérité de Karim Traïdia
- Maršal de Vinko Brešan
- Prenent-te d'Isabel Gardela i Espar
- Aunque tú no lo sepas de Juan Vicente Córdoba
- Les Marchands de sable de Pierre Salvadori
- Peppermint de Kostas Kapakas
- LaCapaGira d'Alessandro Piva
- Tresses de Jillali Ferhati
- No Quarto da Vanda de Pedro Costa
- Torab al-ghoraba de Samir Zikra
- La Saison des hommes de Moufida Tlatli
- Mayıs Sıkıntısı de Nuri Bilge Ceylan

### Secció informativa
- Todo me pasa a mí de Miquel Garcia Borda
- Cent noies de Michael Davis
- Mexico City de Richard Shepard
- Virilité de Ronan Girre
- Pane e tulipani de Silvio Soldini
- Amores perros d'Alejandro González Iñárritu

### Homenatges i cicles
Cicle Parc Tromàtic
- The Toxic Avenger (1984) de Lloyd Kaufman i Michael Herz
- Def by Temptation (1990) de James Bond III
- Sgt. Kabukiman N.Y.P.D. (1990) de Lloyd Kaufman i Michael Herz
- Monster in the Closet (1986) de Bob Dahlin
- Cannibal! The Musical (1983) de Trey Parker

Homenatge a Rainer Werner Fassbinder
- Les amargues llàgrimes de Petra von Kant (1972)
- Angst essen Seele auf (1973)
- Die Ehe der Maria Braun (1979)
- Querelle (1982)

Homenatge a Luis Buñuel
- L'Âge d'or (1930)
- Las Hurdes, tierra sin pan (1933)
- La hija de Juan Simón (1935)
- Simón del desierto (1964)
- Belle de jour (1966)
- Viridiana (1961)
- Tristana (1970)
- El ángel exterminador (1962)

Homenatge a Carmen Morell
- Maravilla (1957) de Javier Setó

## Jurat
Fou nomenada president del jurat el director Juan Antonio Bardem i la resta del tribunal va estar format pel director italià Massimo Costa, l'actriu espanyola Victoria Vera, el crític mexicà Tomás Pérez Turrent, la productora tunisiana Selma Baccar i el cineasta italosuís Raimondo Rezzonico.

## Premis
- Palmera d'Or (2.000.000 pessetes): Les diseurs de vérité de Karim Traïdia [9][10]
- Palmera de Plata (800.000 pessetes): La Saison des hommes de Moufida Tlatli
- Palmera de Bronze (500.000 pessetes): Maršal de Vinko Brešan
- Premi Pierre Kast al millor guió: Vinko Brešan per Maršal
- Menció a la millor interpretació femenina: Rabia Ben Abdallah per La Saison des hommes de Moufida Tlatli
- Menció a la millor interpretació masculina: Sid Ahmed Agoumi per Les diseurs de vérité de Karim Traïdia
- Menció a la millor banda sonora: Ivan Iusco per LaCapaGira d'Alessandro Piva
- Menció a la millor fotografia: Pedro Costa per No Quarto da Vanda de Pedro Costa
- Premi del Públic: Cent noies de Michael Davis
- Premi Opera Prima: Krámpack de Cesc Gay